# Jörgen Ragnarsson
Jörgen Ragnarsson (* 19. Mai 1954 in Åtvidaberg) ist ein ehemaliger  schwedischer Segler.

## Erfolge
Jörgen Ragnarsson, der für den Linköpings Jolleseglarklubb segelte, nahm an den Olympischen Spielen 1980 in Moskau mit Göran Marström in der Bootsklasse Tornado teil. Mit 33,7 Gesamtpunkten schlossen sie die Regatta hinter den brasilianischen Olympiasiegern Lars Sigurd Björkström und Alexandre Welter und dem dänischen Duo Peter Due und Per Kjærgaard Nielsen auf dem dritten Platz ab und erhielten damit die Bronzemedaille.